# Марксвил
Марксвил (на английски: Marksville) е град в Луизиана, Съединени американски щати, административен център на окръг Авойелс. Населението му е 5481 души (по приблизителна оценка от 2017 г.).

## Личности
Родени
- Литъл Уолтър (1930 – 1968), музикант